# Nelly Furtado
Nelly Kim Furtado, kanadska pevka, * 2. december 1978.
Nelly Furtado je zaslovela z albumom Whoa, Nelly!, izdanim leta 2000, na katerem sta bili med drugim tudi z Grammyjem nagrajeni pesmi I'm like a bird in Turn off the light. Leta 2006 se je z albumom Loose vrnila na glasbeno sceno. Prodala je več kot 10 milijonov albumov po vsem svetu.
Poznana je po svojem eksperimentiranju z različnimi glasbili, zvoki, žanri, jeziki in pevskimi stili. Na to raznolikost je vplivalo predvsem njeno zanimanje za raznoliko glasbo in najrazličnejše kulture.

## Življenjepis

### Mladost
Nelly Furtado je hčerka Marie Manuella in Antónia Jóse Furtado, portugalskih priseljencev z otoka  São Miguel. Mnogo članov njene družine je bilo z glasbo tesno povezanih, kar je vplivalo na njeno odprtost do različnih glasbenih stilov.
Z glasbo se je začela ukvarjati pri štirih letih starosti, ko je z mamo v duetu pela na Dan Portugalske. Istočasno se je tudi naučila igrati na prve inštrumente in plesati, poleg tega pa je govorila angleško in portugalsko, kasneje pa se je naučila še špansko in v manjši meri hindijsko.